# Martin Kammecker

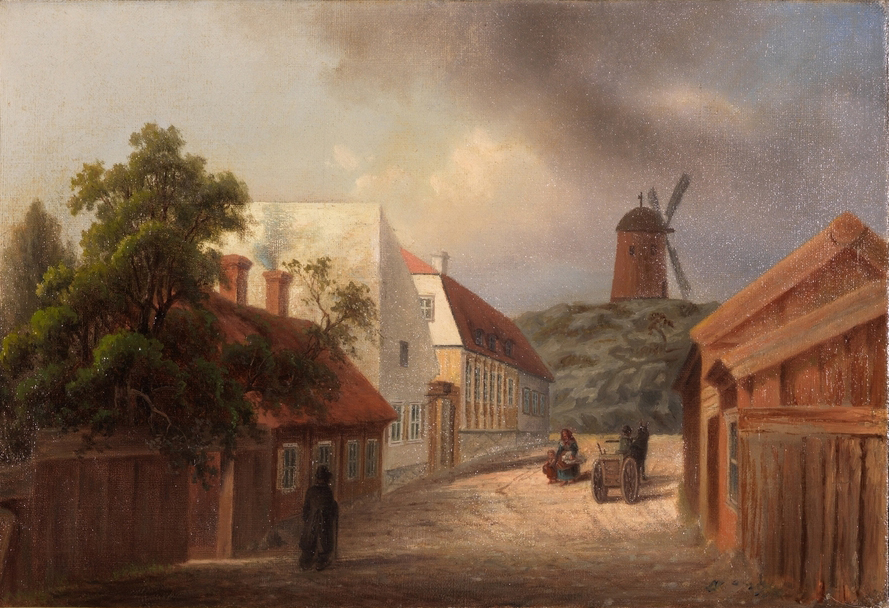
Kammeckers kvarn och Kammeckers malmgård, Nybrogatan norrut, 1850-talet.

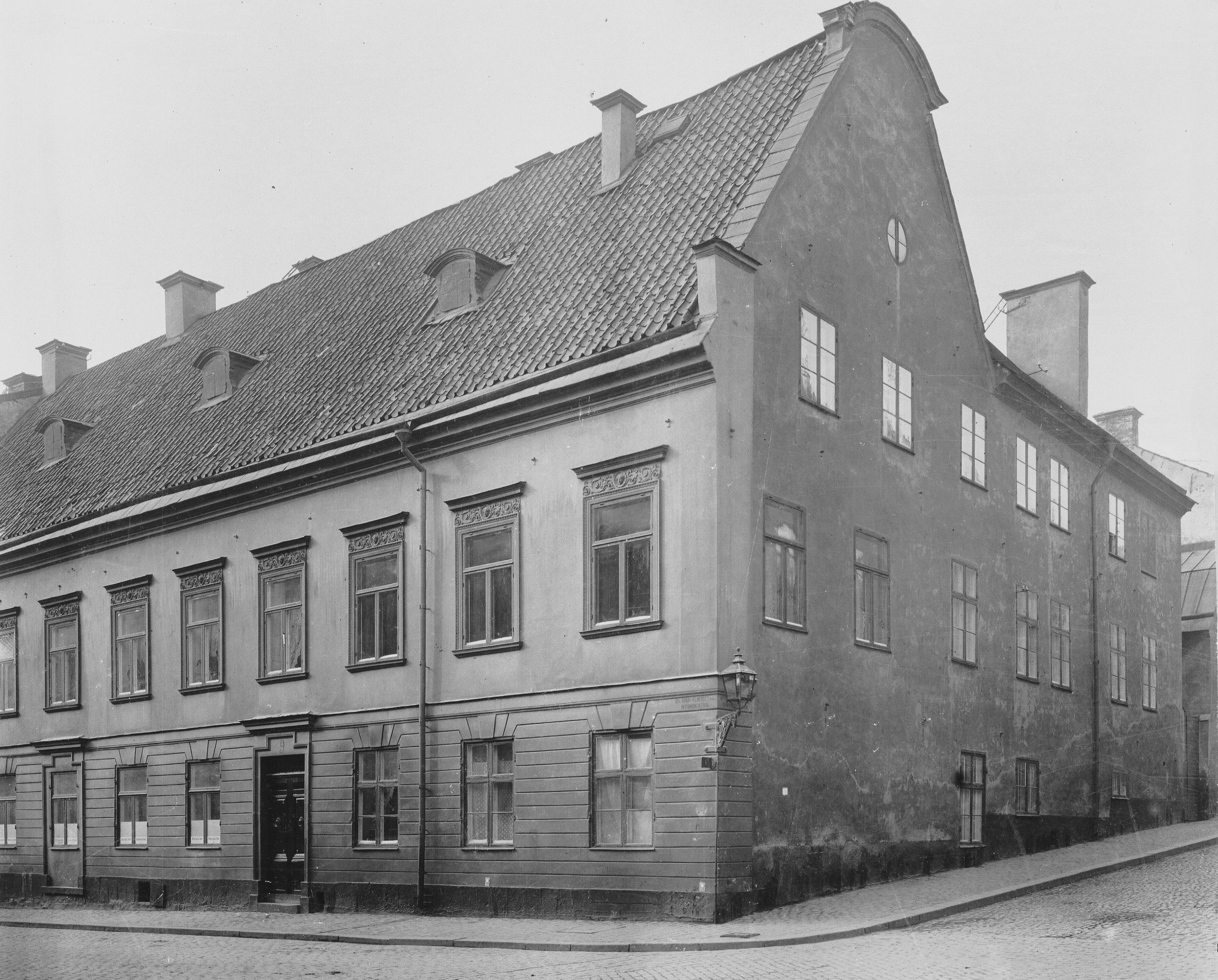
Martin Kammeckers stenhus 1903.

Den här sidan handlar om bagaren. För superintendenten över Visby stift, se Martin Wilhelmsson Kammecker.
Martin Kammecker (försvenskat Mårten), född omkring 1615 i Brandenburg, död 1674 i Stockholm, var en tysk-svensk hovbagare. Efter honom uppkallades Tyskbagargatan och Tyskbagarbergen i Stockholm.

## Biografi
Släkten härstammande från godsarrendatorn Jochim Kammecker i Strubensee, Brandenburg, vars son Martin Kammecker invandrade som bagargesäll till Stockholm. Exakt födelseår är okänd. 1646 vann han burskap som borgare. År 1653 lät han bygga ett stenhus i hörnet av nuvarande Nybrogatan 9 och Riddargatan i kvarteret Skravelberget större på Ladugårdslandet. Där bodde familjen Kammecker i över 90 år. Minst fyra generationer av dynastin Kammecker bedrev där en framgångsrik bagerinäring. I källaren fanns en egen brunn, vilket var en värdefull tillgång på 1600- och 1700-talen. Kammeckers stenhus existerade ända fram till 1907 och var även känt som den Schröderheimska egendomen. På platsen uppfördes därefter nuvarande fastighet ritad av arkitekt Carl Bergsten (se Skravelberget större 1).
Kammecker ägde tillsammans med sin äldste son Joachim (1642–1732) väderkvarnen Kammeckers kvarnen som stod på Tyskbagarbergen (markerad som Kameckers på Petrus Tillaeus karta från 1733). En stor del av bergen ägdes av Kammecker far och son. Tillsammans med en landsman, Martin (eller Mårten) Sohm, uppförde och ägde han även Mårten Sommes kvarn på Skinnarviksberget på Södermalm.
Mårten Kammecker var den högst taxerade borgaren på Ladugårdslandet och enligt uppgift från 1700-talets senare hälft den förste som började baka saffransbröd i Sverige. Påståendet har dock ifrågasatts. Han blev känd för sina kulturella, kyrkliga och sociala intressen och donerade 1671 den ansenliga summan av 100 daler kopparmynt till bygget av Hedvig Eleonora kyrka. Han sysslade även med svinavel och svinhållning som pågick i anslutning till familjens stenhus.
Martin Kammecker var gift två gånger. I första giftet med Katarina Sohm (hon tillhörde den tyska bagarsläkten Som, Sohm eller Somme) fick han sonen Joachim Kammecker som blev bagarålderman och riksdagsman. Denne lät 1710 uppföra den kända Kammeckerska malmgården på Seved Bååtsgatan 33 (idag Nybrogatan 75–77). Han anses vara den förste som bakade pepparkakor i Stockholm.